# Darling in the Franxx
DARLING in the FRANXX (Nhật: ダーリン・イン・ザ・フランキス Hepburn: Dārin in za Furankisu), được viết tắt là DarliFra (ダリフラ DariFura), là một sê-ri anime truyền hình khoa học viễn tưởng Nhật Bản năm 2018 được A-1 Pictures sản xuất và Trigger vẽ hoạt hoạ công chiếu vào ngày 13 tháng 1 năm 2018. Bộ phim đã được công bố tại triển lãm Anime Expo 2017 vào tháng 7 năm 2017. Một bộ manga được Yabuki Kentaro chuyển thể và một manga truyện tranh 4 khung tranh bắt đầu tuần tự hóa vào ngày 14 tháng 1 năm 2018.
Bộ anime bắt đầu phân phối quốc tế đồng thời khi phát hành, với Crunchyroll phát trực tuyến khu vực quốc tế, còn Aniplus Asia phát trực tuyến trên khu vực Đông Nam Á. Đối tác dịch vụ Funimation cũng bắt đầu lồng tiếng bộ phim kể từ ngày 1 tháng 2.

## Tóm tắt

### Cốt truyện
Trong tương lai hậu khải huyền, đang bị đe dọa liên tục từ những sinh vật khổng lồ được gọi là Kyoryū (叫竜). Kyoryū được phân thành ít nhất bốn loại dựa theo kích thước của chúng: "Conrad", "Mohorovičić", "Gutenberg", và "Lehmann" . Bị đẩy đến bờ vực hủy diệt, tổ chức bí ẩn tên là APE đã dẫn các tàn dư của nhân loại từ bỏ bề mặt trái đất để đến các thành phố pháo đài di động gọi là Plantation. Để bảo vệ Plantation, những đứa trẻ được gọi là Parasite được huấn luyện để điều khiển các cỗ máy khổng lồ có tên Franxx (フランキス Furankisu). Franxx hoạt động dựa trên sự đồng bộ của một cặp nam-nữ. Hiro là một người từng tham gia thí điểm, tuy nhiên cậu không thể đồng bộ với cộng sự của mình và cả hai đều không hoàn thành chương trình đào tạo. Khi bỏ trốn khỏi lễ tốt nghiệp của lớp, Hiro gặp Zero Two, một người điều khiển Franxx khét tiếng mang dòng máu của Kyoryū. Sau khi cộng sự của Zero Two chết khi bị Kyoryū tấn công, Hiro tình nguyện trở thành cộng sự (hay "darling" theo cách gọi của Zero Two).

### Bối cảnh
Vào đầu thế kỷ 21, một nhóm các nhà khoa học không có nguồn gốc hoặc quốc tịch được xác định là "APE". Tổ chức này hoạt động mà cốt lõi là hội Landmark. APE đã giới thiệu công nghệ khai thác mang tính cách mạng để khai phá triệt để năng lượng magma từ sâu dưới lòng đất nhằm tạo ra nguồn năng lượng mới vừa đầy đủ vừa có chi phí thấp. Sự tiến bộ này đã khiến APE đạt được ảnh hưởng rất lớn trong nền kinh tế và chính trị quốc tế, thúc đẩy sự phát triển nền văn minh toàn nhân loại.
Năm 2025, APE thuê nhà khoa học Werner Frank nghiên cứu về khả năng bất tử của con người. Nghiên cứu của ông đã thành công, bước đầu cho phép những người giàu có trở nên bất tử với chi phí mất đi chức năng sinh sản của họ. Cuối cùng, tùy chọn đã trở nên phổ biến. Tuy nhiên, việc sử dụng năng lượng magma quá mức đã khiến sự sa mạc hóa của hành tinh ngày càng tăng, dẫn đến việc tạo ra các Plantation có chứa hệ sinh thái của chính họ.
Đến năm 2037, Kyoryū xuất hiện tấn công các nhà máy năng lượng magma, dẫn dắt Werner Frank phát triển các đơn vị Franxx xuất hiện 5 năm sau. Đã có rất nhiều người hy sinh để góp phần phát triển các đơn vị Franxx, bao gồm cả vợ của Werner, Karina Milsa. Werner Frank cũng đã sử dụng một mẫu tóc của Công chúa Kyoryū để trích xuất DNA để tạo ra Zero Two. Cuối cùng, một hệ thống ghép đôi các cộng sự tên Parasite được thành lập. The Garden được gọi là Mistilteinn được xây dựng để những đứa trẻ này có thể phát triển các phản ứng cảm xúc cần thiết để thí điểm một Franxx.

## Truyền thông

### Anime
Loạt anime 24 tập được Nishigori Atsushi đạo diễn, với Nishigori và Hayashi Naotaka xử lý thành phần, Tanaka Masayoshi thiết kế nhân vật, Koyama Shigeto thiết kế cơ khí, Imaishi Hiroyuki đạo diễn hành động và Tachibana Asami sáng tác bài hát. Bài hát chủ đề mở đầu, có tiêu đề "Kiss of Death", được trình bày bởi Nakashima Mika và sản xuất bởi Hyde, trong khi một số bài hát kết thúc có tiêu đề "Torikago" (トリカゴ) (ep 1-6), "Manatsu no Setsuna" (真夏のセツナ) (ep 7), "Beautiful World" (ep 8-12, 14), "Hitori" (ひとり) (ep 13) và "Escape" (ep 16-20) được trình bày bởi XX:me (đọc là "Kiss Me"), một đơn vị bao gồm dàn diễn viên chính của loạt phim—Zero Two, Ichigo, Miku, Kokoro, và Ikuno. Crunchyroll đang mô phỏng loạt phim, Funimation đã cấp phép cho bộ truyện và phát trực tuyến nó bằng một bản lồng tiếng Anh. Aniplus Asia đang mô phỏng loạt phim ở Đông Nam Á.

### Manga
Một bộ manga được Code:000 viết và Yabuki Kentaro minh họa và một bộ manga 4 khung tranh do Mato sáng tác bắt đầu đăng trên trang web Shōnen Jump+ vào ngày 14 tháng 1 năm 2018. Manga 4 ô khung tranh kết thúc vào ngày 11 tháng 7 năm 2018.
| # | Ngày phát hành ja  | ISBN ja           |
| - | ------------------ | ----------------- |
| 1 | 2 tháng 2 năm 2018 | 978-4-08-881454-4 |
| 2 | 2 tháng 5 năm 2018 | 978-4-08-881493-3 |
| 3 | 4 tháng 10, 2018   | 978-4-08-881620-3 |
| 4 | 4 tháng 2, 2019    | 978-4-08-881752-1 |
| 5 | 2 tháng 5 năm 2019 | 978-4-08-881854-2 |
| 6 | 4 tháng 9 năm 2019 | 978-4-08-882048-4 |
| 7 | 4 tháng 1, 2020    | 978-4-08-882196-2 |
| 8 | 3 tháng 4 năm 2020 | 978-4-08-882277-8 |

| # | Ngày phát hành ja | ISBN ja           |
| - | ----------------- | ----------------- |
| 1 | 4 tháng 10, 2018  | 978-4-08-881621-0 |

### Nhạc phim
Nhạc nền của loạt phim anime được sáng tác bởi Tachibana Asami và xuất bản bởi Aniplex. Đĩa đầu tiên chứa 21 bài hát kèm theo bản phát hành video đầu tiên của anime được phát hành vào ngày 25 tháng 4 năm 2018. Đĩa thứ hai cũng chứa 21 bài hát kèm theo bản phát hành video thứ tư được phát hành vào ngày 25 tháng 7 năm 2018. Đĩa thứ ba chứa 22 bài hat kem theo bản phát hành video thứ năm được phát hành vào ngày 29 tháng 8 năm 2018. Cả ba đĩa nhạc được phát hành bản kĩ thuật số trên nhiều cửa hàng âm nhạc trực tuyến vào ngày 27 tháng 3 năm 2019.
Tất cả nhạc phẩm được soạn bởi Tachibana Asami.
| Darling in the Franxx Original Soundtrack Volume 1 | Darling in the Franxx Original Soundtrack Volume 1                                      | Darling in the Franxx Original Soundtrack Volume 1 | Darling in the Franxx Original Soundtrack Volume 1 | Darling in the Franxx Original Soundtrack Volume 1 |
| STT                                                | Nhan đề                                                                                 | Phổ lời                                            | Trình bày                                          | Thời lượng                                         |
| -------------------------------------------------- | --------------------------------------------------------------------------------------- | -------------------------------------------------- | -------------------------------------------------- | -------------------------------------------------- |
| 1.                                                 | "cÅGE"                                                                                  | cAnON.                                             | Anna Pingina                                       | 4:56                                               |
| 2.                                                 | "Vanquish"                                                                              | Benjamin, mpi                                      | Monique Dehaney                                    | 2:40                                               |
| 3.                                                 | "Odds and ends"                                                                         |                                                    |                                                    | 2:23                                               |
| 4.                                                 | "o-DOR"                                                                                 |                                                    |                                                    | 1:48                                               |
| 5.                                                 | "Dino-S"                                                                                |                                                    |                                                    | 2:01                                               |
| 6.                                                 | "BEAST"                                                                                 |                                                    |                                                    | 2:46                                               |
| 7.                                                 | "Counterattack"                                                                         |                                                    |                                                    | 3:03                                               |
| 8.                                                 | "Operation"                                                                             |                                                    |                                                    | 3:04                                               |
| 9.                                                 | "Reversal"                                                                              |                                                    |                                                    | 2:47                                               |
| 10.                                                | "In the FRANXX"                                                                         |                                                    |                                                    | 2:09                                               |
| 11.                                                | "Trente"                                                                                |                                                    |                                                    | 1:51                                               |
| 12.                                                | "Distopia"                                                                              |                                                    |                                                    | 1:52                                               |
| 13.                                                | "Godliness"                                                                             |                                                    |                                                    | 2:20                                               |
| 14.                                                | "Aile"                                                                                  |                                                    |                                                    | 2:24                                               |
| 15.                                                | "Clarity"                                                                               |                                                    |                                                    | 2:29                                               |
| 16.                                                | "Nuance"                                                                                |                                                    |                                                    | 1:50                                               |
| 17.                                                | "Miel"                                                                                  |                                                    |                                                    | 1:30                                               |
| 18.                                                | "Dropping"                                                                              |                                                    |                                                    | 2:08                                               |
| 19.                                                | "CODE:002"                                                                              |                                                    |                                                    | 2:36                                               |
| 20.                                                | "VICTORIA"                                                                              |                                                    |                                                    | 3:06                                               |
| 21.                                                | "Torikago (BGM-Rearrange)" (composed by Katsuhiko Sugiyama, arranged by Kohta Yamamoto) |                                                    |                                                    | 1:55                                               |
| Tổng thời lượng:                                   | Tổng thời lượng:                                                                        | Tổng thời lượng:                                   | Tổng thời lượng:                                   | 51:38                                              |

| Darling in the Franxx Original Soundtrack Volume 2 | Darling in the Franxx Original Soundtrack Volume 2 | Darling in the Franxx Original Soundtrack Volume 2 | Darling in the Franxx Original Soundtrack Volume 2 | Darling in the Franxx Original Soundtrack Volume 2 |
| STT                                                | Nhan đề                                            | Phổ lời                                            | Performer(s)                                       | Thời lượng                                         |
| -------------------------------------------------- | -------------------------------------------------- | -------------------------------------------------- | -------------------------------------------------- | -------------------------------------------------- |
| 1.                                                 | "FUSE"                                             | Benjamin, mpi                                      | Claudia Vazquez                                    | 3:01                                               |
| 2.                                                 | "Battle Cry"                                       | Dj L-Spade                                         | Dj L-Spade                                         | 3:30                                               |
| 3.                                                 | "Your smile"                                       |                                                    |                                                    | 2:17                                               |
| 4.                                                 | "Abandoned Places"                                 |                                                    |                                                    | 1:41                                               |
| 5.                                                 | "The Seven Sages"                                  |                                                    |                                                    | 1:43                                               |
| 6.                                                 | "Klaxosaur"                                        |                                                    |                                                    | 2:23                                               |
| 7.                                                 | "Gutenberg"                                        |                                                    |                                                    | 2:23                                               |
| 8.                                                 | "Shady History"                                    |                                                    |                                                    | 2:37                                               |
| 9.                                                 | "ADuLt"                                            |                                                    |                                                    | 1:35                                               |
| 10.                                                | "One's Word"                                       |                                                    |                                                    | 1:52                                               |
| 11.                                                | "Vita"                                             |                                                    |                                                    | 1:53                                               |
| 12.                                                | "CHiLDRen"                                         |                                                    |                                                    | 1:31                                               |
| 13.                                                | "CODE:015"                                         |                                                    |                                                    | 2:52                                               |
| 14.                                                | "Lilac"                                            |                                                    |                                                    | 1:52                                               |
| 15.                                                | "Red Hibiscus"                                     |                                                    |                                                    | 2:28                                               |
| 16.                                                | "The Sands"                                        |                                                    |                                                    | 2:09                                               |
| 17.                                                | "Boys×Girls"                                       |                                                    |                                                    | 1:44                                               |
| 18.                                                | "VICTORIA -piano ver.-"                            |                                                    |                                                    | 3:10                                               |
| 19.                                                | "Lilac -guitar ver.-"                              |                                                    |                                                    | 1:51                                               |
| 20.                                                | "Mistilteinn"                                      |                                                    |                                                    | 2:30                                               |
| 21.                                                | "D#regards"                                        | cAnON.                                             | Anna Pingina                                       | 4:12                                               |
| Tổng thời lượng:                                   | Tổng thời lượng:                                   | Tổng thời lượng:                                   | Tổng thời lượng:                                   | 48:34                                              |